# 후부키급 구축함
후부키급 구축함(吹雪型駆逐艦)은 일본 제국 해군의 구축함 함선 24척으로 구성된 함급이다. 후부키급은 세계 최초의 근대적 구축함으로 불리기도 한다. 이 함선들은 제2차 세계 대전이 끝날 때까지 효과적인 역할을 수행했는데, 이는 동시대의 다른 나라 함선들에 비해 훨씬 오래되었음에도 불구하고 가능한 일이었다.

## 배경
1922년 워싱턴 해군 군축 조약 비준 이후, 군령부는 최대 속도 39 노트 (72 km/h; 45 mph), 항속 거리 14 노트 (26 km/h; 16 mph)에서 4,000 해리 (7,400 km; 4,600 mi), 그리고 다수의 어뢰로 무장한 구축함에 대한 요구사항을 제시했다. 이 조약으로 일본은 주력함에서 미국과 영국에 비해 열세에 놓였기 때문에, 당연히 조약에 제한되지 않는 다른 유형의 함선을 최대한 강력한 무기로 다수 건조하는 방향으로 나아가게 되었다. 이 구축함들은 일본 제국 해군에 세계에서 가장 현대적인 함선을 제공하려는 프로그램의 일환으로 고려 중이던 새로운 고속, 강력한 순양함 시리즈와 함께 작전하도록 의도되었다.
그 결과 1923년 회계 연도 예산으로 후부키급이 발주되었는데, 이는 1750톤의 더 작은 설계를 기반으로 하며, 1926년부터 1931년 사이에 함선이 완성되었다. 이들의 성능은 이전 구축함 설계보다 훨씬 개선되어, 특형 구축함(特型駆逐艦)으로 지정될 정도였다. 큰 크기, 강력한 엔진, 높은 속도, 넓은 작전 반경, 그리고 전례 없는 무장은 이 구축함들에게 다른 해군의 많은 경순양함과 유사한 화력을 제공했다. 미국 해군에서 가장 가까운 동급 함선은 포터급과 서머스급 구축함급으로, 이들은 1930년대에 구축함 전대 지휘함으로 사용하기 위해 단 13척만이 건조되었다.

## 설계
후부키급의 초기 설계는 단일 12.7 cm (5.0 in) 포대, 2개의 24인치 어뢰발사관 쌍(일본 구축함 무츠키급에서 도입됨), 그리고 40노트(74 km/h)의 속력을 낼 수 있는 2000톤의 배수량을 가진 선체를 기반으로 했다. 1923년부터 워싱턴 해군 군축 조약이 채택된 후, 설계는 더 많은 포와 더 많은 어뢰 발사관을 갖춘 1680톤 표준형으로 변경되었다. 그러나 증가된 배수량은 더 강력한 엔진보다 더 많은 영향을 미쳐 원래 계획보다 최고 속도가 느려졌다.
엔진은 4개의 감폰 보일러가 50,000 shp의 2축 기어드 증기 터빈을 구동하여 35노트의 정격 속력을 내며 5000해리의 항속 거리를 가졌다.
무츠키급에 도입된 S자형 곡선 함수는 유지되었지만, 함교 앞 갑판이 제거되어 선수루를 후방으로 더 연장하고 선체를 첫 번째 연돌까지 플레어 처리하여 항해성을 높일 수 있었다. 선수루 높이도 한 갑판 높여 전방 포대에 대한 거친 해상의 영향을 줄였다. 함교는 확대되고 둘러싸였다. 함수는 태평양의 날씨로부터 보호를 제공하기 위해 상당한 플레어가 주어졌다.
후부키급 함선들은 원래 함선 번호만 가질 예정이었다. 이것은 승무원들에게 매우 인기가 없었고 이전 가미카제급과 무츠키급급과의 통신에서 끊임없는 혼란의 원인이 되었고, 1928년 8월에 해군 정책이 변경되었다. 따라서 후부키급 함선들은 진수될 때 이름을 부여받았다.
1928년 6월부터 1933년 3월까지 24척의 후부키급 구축함이 건조되었다. 생산 과정 전반에 걸쳐 여러 수정이 이루어졌으며, 24척은 세 그룹으로 나눌 수 있다. 마지막 4척은 너무 달라서 새로운 함급 이름을 받았다. 완성된 후부키급은 "A", "X", "Y" 위치에 5인치 포 쌍포를, "D", "P", "Q"에 3연장 어뢰 발사관을 갖추어, 완성 당시 세계에서 가장 강력한 구축함이 되었다.

### 무장

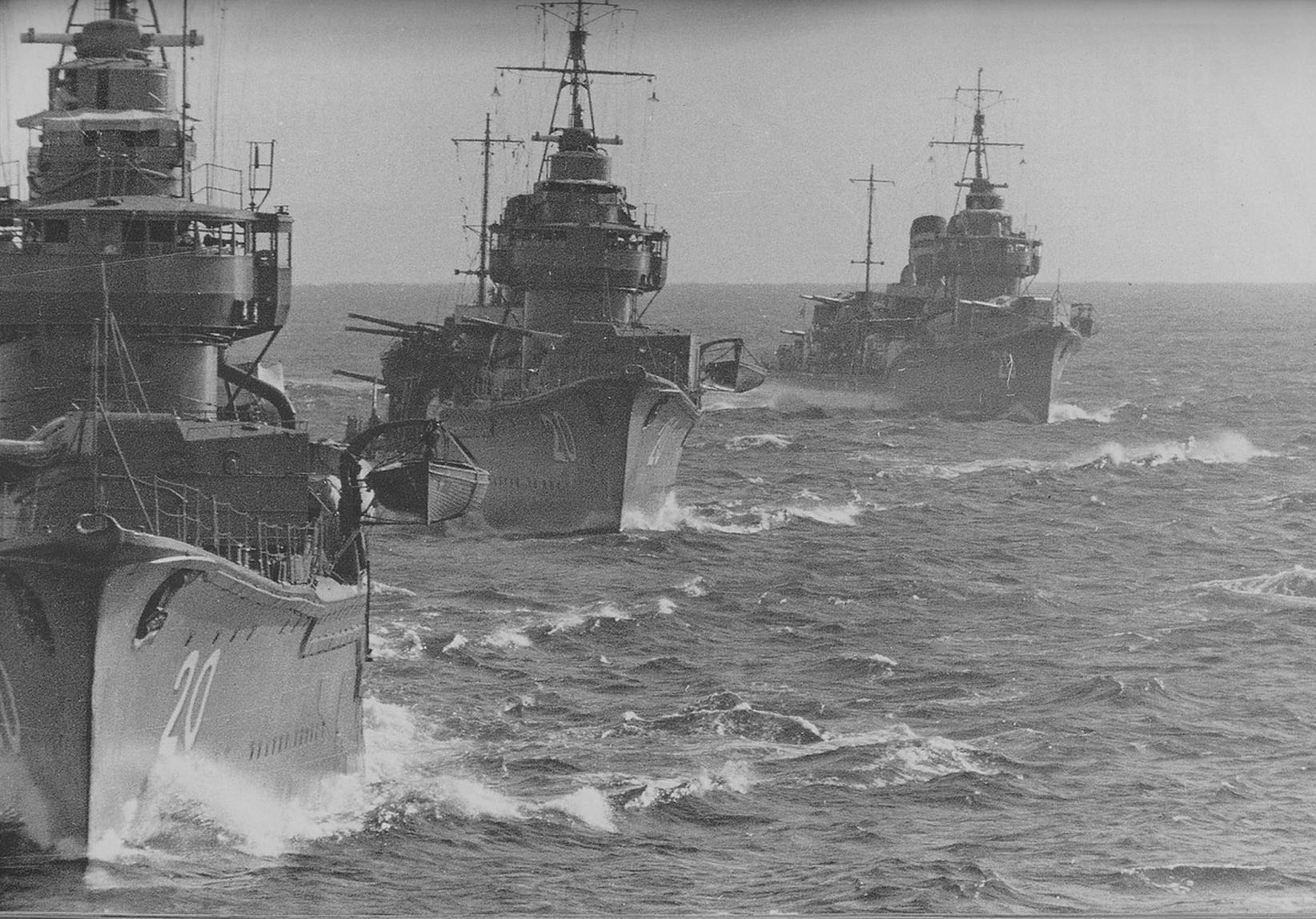
후부키급 2형 사기리, 아마기리, 아사기리 구축함의 훈련 모습. 이 사진은 1941년 10월 16일 유기리에서 촬영되었다.

후부키급 구축함은 이전의 무츠키급보다 무장에서 훨씬 뛰어났다. 주포는 6문의 3년식 12.7cm 50구경장 함포로 구성되었으며, 당대보다 훨씬 앞선 날씨에 강하고 파편 방지 및 가스 밀폐된 3개의 포탑에 쌍으로 장착되었다. 1형 함선은 40도 이상으로 고각할 수 있었지만, 2형(시리즈의 마지막 14척)부터는 70도까지 고각할 수 있는 양용포가 되어 이러한 능력을 갖춘 세계 최초의 구축함이 되었다. 탄약은 각 포탑 바로 아래에 위치한 탄약고에서 호이스트로 운반되었는데, 이는 일반적으로 탄약이 수동으로 장전되었던 다른 동시대 구축함보다 훨씬 빠른 발사 속도를 가졌다. 그러나 포탑은 방탄이 되지 않았고, 따라서 실제로는 포탑이라기보다는 여전히 포대였다.
무츠키급에서 성공적이었던 8년식 어뢰를 사용하는 3개의 24인치 어뢰발사관 3연장이 다시 사용되었고, 각 발사관에는 재장전용 어뢰가 있어 구축함은 총 18발의 어뢰를 탑재했다. 전방 발사관은 연돌 사이에 위치했다.
대공 능력은 무츠키급과 마찬가지로 두 번째 연돌 앞에 위치한 두 정의 92식 7.7mm 대공 기관총으로 구성되었다. 이들은 전쟁 시작 전에 93식 13mm 대공포로 교체되었다. 태평양 전쟁 시작 후, 일부 함선은 함교 앞에 추가로 한 쌍의 93식 기관총을 장착했으며, 이는 나중에 96식 25mm 대공포로 변경되었다. 1943년 후반부터 1944년 초반에는 후방 포 중 하나가 96식 3연장 포 2개로 교체되었고, 두 후방 어뢰 발사관 사이에 96식 3연장 포 2개를 추가로 탑재한 고가 포대가 추가되었다. 1944년 후반에는 남은 함선들이 함수와 함미에 단장식으로 더 많은 96식 포를 탑재했다. 유기리는 1943년 11월에 22식 레이더를 받았고, 나머지 7척은 1944년에 이 장비를 장착했다. 1944년 후반에 남아 있던 소수의 함선들도 13식 레이더를 받았다.

## 개발

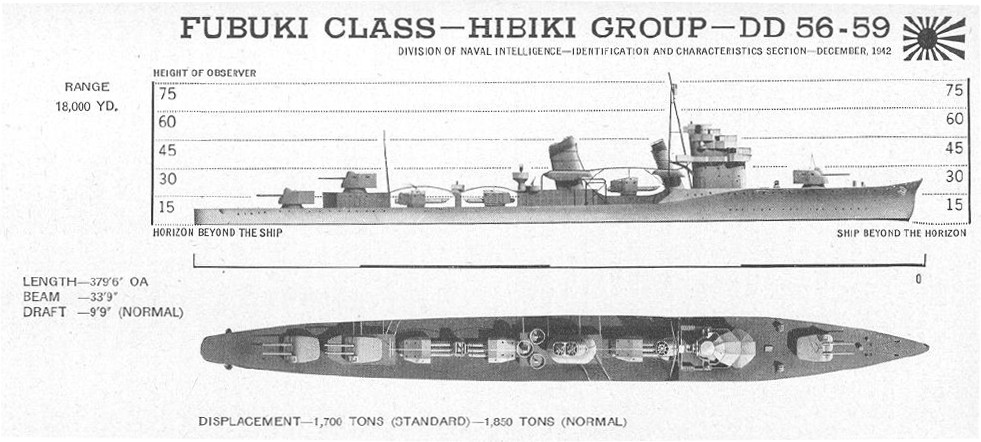
해군정보국의 후부키급 식별 도면

1군, 즉 후부키급은 1928년과 1929년에 완성된 첫 10척으로 구성되었으며, 이후 함선보다 구조가 더 단순했다. 이들은 나침의 함교에 거리 측정기와 노출된 포격 통제실을 가졌고, 양 포신을 동시에 40도까지 올릴 수 있는 "A형" 포탑을 장착했다. 1군은 보일러실로 이어지는 두 연돌 옆의 거대한 원형 공기 덕트로 후기 함선과 구별할 수 있다. 단, 우라나미는 환기 덕트를 연돌 주위에 구축된 플랫폼으로 통합했다.
2군, 즉 아야나미급은 1930년과 1931년에 건조되었으며, 거리 측정기, 방위반 조준 장치 및 포격 통제실, 그리고 거리 측정 탑을 포함하는 더 큰 함교를 가졌다. 또한, 보일러실의 공기 흡입구가 파이프 모양에서 사발 모양으로 변경되었다. 이들은 또한 대공 사용을 위해 각 포를 75°까지 개별적으로 올릴 수 있는 "B형" 포탑을 배치하여 이러한 능력을 갖춘 세계 최초의 구축함이 되었다.
3군, 일명 아카츠키급급은 1931년부터 1933년까지 건조되었다. 이 함선들은 이전 4개의 보일러 대신 3개의 더 큰 보일러와 더 좁은 전방 연돌을 가졌다. 개선 사항에는 파편 방지 어뢰 발사관-포탑이 포함되어 어뢰 발사관 튜브를 전투 중 재장전할 수 있었다.
그러나 후부키급은 또한 여러 내재된 설계 문제를 가지고 있었다. 원래 설계보다 작은 선체 배수량에 많은 양의 무장이 결합되어 안정성 문제가 발생했다. 선체 용접 및 주 갑판 위의 경량 합금 사용을 포함하여 중량을 줄이기 위한 설계 특징에도 불구하고 함선은 설계 중량을 200톤 이상 초과했으며, 더 큰 함교와 더 무거운 포대를 가진 2군 함선에서 더욱 문제가 심각했다. 많은 일본 군함의 탑헤비 설계가 기본적인 설계 문제를 제기한 도모즈루 사건 이후, 추가적인 밸러스트 탱크를 추가해야 했다.
제4 함대 사건 중, 태풍이 제4 함대의 거의 모든 함선에 피해를 입혔을 때, 후부키급 선체의 종강도 문제가 발견되었다. 그 결과 모든 함선은 1935년에서 1937년 사이에 재건되었다. 추가로 40톤의 밸러스트가 추가되었고, 함교 크기는 줄어들고 연돌 높이는 낮아졌다. 어뢰 재장전 횟수는 9발에서 3발(중앙 발사관만 해당)로 줄었고, 포탄 저장량도 줄었다. 연료 탑재량도 무게 중심을 낮추는 데 도움이 되도록 증가했다. 아야나미급 8척은 더 가벼운 "C형" 포대로 개조되었다. 이러한 변경으로 배수량은 표준 2050톤, 만재 2400톤 이상으로 증가했다. 재건축으로 최고 속도는 34노트로 약간 감소했다.

## 운용 역사
완성된 24척의 후부키급 함선 중 1척(미유키)은 1934년 충돌 사고로 침몰했다. 나머지 함선들은 태평양 전쟁 중 복무했다. 1942년 11월, 아야나미는 과달카날 해전 중 USS 사우스다코타 (BB-57) 전함에 함포 사격으로 피해를 입혔지만, USS 워싱턴 (BB-56)의 공격을 받아 기리시마 전함 또한 큰 피해를 입었다. 아야나미는 다음날 우라나미에 의해 자침되었다. 1943년 8월, 존 F. 케네디의 PT-109 어뢰정이 이 함급의 아마기리에 의해 들이받혀 두 동강이 나고 침몰했다.
함급 함선 중 8척은 잠수함에 의해 침몰했고, 2척은 기뢰에 의해, 나머지는 공습으로 침몰했다. 히비키와 우시오만이 전쟁에서 살아남았다. 히비키는 소련 해군에 전리품으로 넘겨져 1964년까지 사용되었다.

## 함선 목록

### 1형 (후부키)

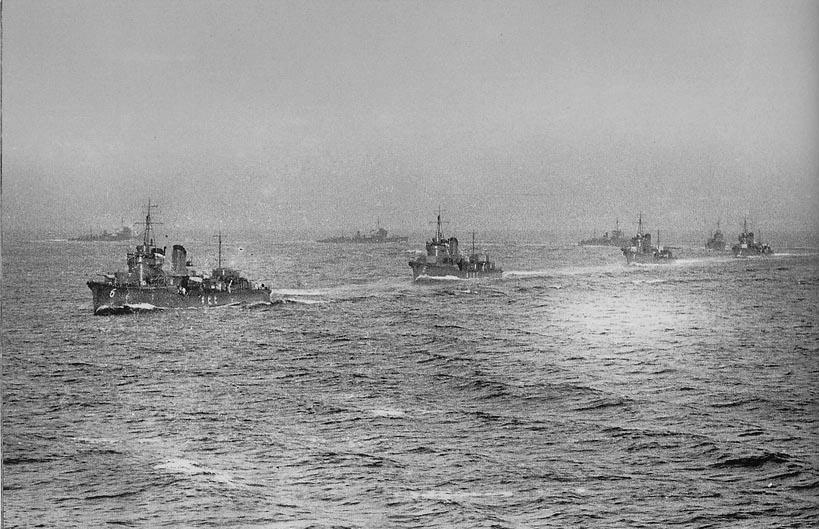
8척의 후부키급 함선이 항해 중. 왼쪽은 아마도 이며, 나머지는 알 수 없다.

| 이름     | 한자 | Yard no. | 건조사                         | 기공일           | 진수일           | 완공일           | 운명 |
| -------- | ---- | -------- | ------------------------------ | ---------------- | ---------------- | ---------------- | --- |
| 후부키   | 吹雪 | 제35     | 마이즈루 해군 공창, 일본       | 1926년 6월 19일  | 1927년 11월 15일 | 1928년 8월 10일  | 에스페란스 곶 해전 중 1942년 10월 11일 과달카날 근해 남위 9° 04′ 동경 159° 23′ / 남위 09.06° 동경 159.38° 에서 수상 전투로 침몰; 1942년 11월 15일 등록 말소      |
| 시라유키 | 白雪 | 제36     | 요코하마 조선소, 일본          | 1927년 3월 19일  | 1928년 3월 20일  | 1928년 12월 18일 | 1943년 3월 3일 담피르 해협 근해 남위 7° 09′ 동경 148° 18′ / 남위 07.15° 동경 148.30° 에서 공습으로 침몰; 1943년 4월 1일 등록 말소                                |
| 하쓰유키 | 初雪 | 제37     | 마이즈루 해군 공창, 일본       | 1927년 4월 12일  | 1928년 9월 29일  | 1929년 3월 30일  | 1943년 7월 17일 부인 근해 남위 6° 30′ 동경 155° 28′ / 남위 06.50° 동경 155.47° 에서 공습으로 침몰; 1943년 10월 15일 등록 말소                                    |
| 미유키   | 深雪 | 제38     | 우라가 독 컴퍼니, 일본         | 1927년 4월 30일  | 1928년 6월 26일  | 1929년 6월 29일  | 1934년 6월 29일 제주도 남쪽 북위 33° 00′ 동경 125° 18′ / 북위 33° 동경 125.30° 에서 이나즈마와 충돌로 침몰; 1934년 8월 15일 등록 말소                            |
| 무라쿠모 | 叢雲 | 제39     | 후지나가타 조선소, 일본        | 1927년 4월 25일  | 1928년 9월 27일  | 1929년 5월 10일  | 1942년 10월 12일 과달카날 근해 남위 8° 24′ 동경 159° 12′ / 남위 08.40° 동경 159.20° 에서 공습으로 침몰; 1942년 11월 15일 등록 말소                               |
| 시노노메 | 東雲 | 제40     | 사세보 해군공창, 일본          | 1926년 8월 12일  | 1927년 11월 26일 | 1928년 7월 25일  | 1941년 12월 17일 미리 근처 북위 4° 14′ 동경 114° 00′ / 북위 04.24° 동경 114° 에서 공습으로 침몰; 1942년 1월 15일 등록 말소                                       |
| 우스구모 | 薄雲 | 제41     | 도쿄 이시카와지마 조선소, 일본 | 1926년 10월 21일 | 1927년 12월 26일 | 1928년 7월 26일  | 1928년 8월 1일 우스구모로 명명; 1944년 7월 7일 에토로프 근해 북위 47° 26′ 동경 147° 33′ / 북위 47.43° 동경 147.55° 에서 어뢰에 침몰; 1944년 9월 10일 등록 말소   |
| 시라쿠모 | 白雲 | 제42     | 후지나가타 조선소, 일본        | 1926년 10월 27일 | 1927년 12월 27일 | 1928년 7월 28일  | 1928년 8월 1일 시라구모로 명명; 1944년 3월 16일 에리모 곶 근해 북위 42° 15′ 동경 144° 33′ / 북위 42.25° 동경 144.55° 에서 어뢰에 침몰; 1944년 3월 31일 등록 말소 |
| 이소나미 | 磯波 | 제43     | 우라가 독 컴퍼니, 일본         | 1926년 10월 18일 | 1927년 11월 24일 | 1928년 6월 30일  | 1928년 8월 1일 이소나미로 명명; 1943년 4월 9일 셀레베스 남서쪽 남위 5° 16′ 동경 123° 02′ / 남위 05.26° 동경 123.04° 에서 어뢰에 침몰; 1943년 8월 1일 등록 말소   |
| 우라나미 | 浦波 | 제44     | 사세보 해군공창, 일본          | 1927년 4월 28일  | 1928년 11월 29일 | 1929년 6월 30일  | 1944년 10월 26일 파나이 서쪽 북위 11° 30′ 동경 123° 00′ / 북위 11.50° 동경 123° 에서 공습으로 침몰; 1944년 12월 10일 등록 말소                                   |

### 2형 (아야나미)
| 이름     | 한자 | Yard no. | 건조사                    | 기공일           | 진수일           | 완공일           | 운명 |
| -------- | ---- | -------- | ------------------------- | ---------------- | ---------------- | ---------------- | --- |
| 아야나미 | 綾波 | 제45     | 후지나가타 조선소, 일본   | 1928년 1월 20일  | 1929년 10월 5일  | 1930년 4월 30일  | 1942년 11월 15일 과달카날 근해 남위 9° 06′ 동경 159° 31′ / 남위 09.10° 동경 159.52° 에서 우라나미에 의해 자침; 1942년 12월 15일 등록 말소 |
| 시키나미 | 敷波 | 제46     | 마이즈루 해군 공창, 일본  | 1928년 7월 6일   | 1929년 6월 22일  | 1929년 12월 24일 | 1944년 9월 12일 하이난 남쪽 북위 18° 10′ 동경 114° 24′ / 북위 18.16° 동경 114.40° 에서 어뢰에 침몰; 1944년 10월 10일 등록 말소            |
| 아사기리 | 朝霧 | 제47     | 사세보 해군공창, 일본     | 1928년 12월 12일 | 1929년 11월 18일 | 1930년 6월 30일  | 1942년 8월 28일 과달카날 근해 남위 8° 00′ 동경 160° 06′ / 남위 08° 동경 160.10° 에서 공습으로 침몰; 1942년 10월 1일 등록 말소             |
| 유기리   | 夕霧 | 제48     | 마이즈루 해군 공창, 일본  | 1929년 4월 1일   | 1930년 5월 12일  | 1930년 12월 3일  | 1943년 11월 25일 솔로몬 제도 중앙부 남위 4° 26′ 동경 154° 00′ / 남위 04.44° 동경 154° 에서 전투 중 침몰; 1943년 12월 15일 등록 말소       |
| 아마기리 | 天霧 | 제49     | 이시카와지마 조선소, 일본 | 1928년 11월 28일 | 1930년 2월 27일  | 1930년 11월 10일 | 1944년 4월 23일 마카사르 해협 남쪽 남위 2° 06′ 동경 116° 27′ / 남위 02.10° 동경 116.45° 에서 기뢰에 침몰; 1944년 6월 10일 등록 말소       |
| 사기리   | 狭霧 | 제50     | 우라가 독 컴퍼니, 일본    | 1929년 3월 28일  | 1929년 12월 23일 | 1931년 1월 30일  | 1941년 12월 24일 쿠칭 근해 북위 1° 20′ 동경 110° 13′ / 북위 01.34° 동경 110.21° 에서 어뢰에 침몰; 1942년 1월 15일 등록 말소               |
| 오보로   | 朧   | 제51     | 사세보 해군공창, 일본     | 1929년 11월 29일 | 1930년 11월 8일  | 1931년 10월 31일 | 1942년 10월 16일 키스카 섬 근해 북위 52° 10′ 동경 178° 05′ / 북위 52.17° 동경 178.08° 에서 공습으로 침몰; 1942년 11월 15일 등록 말소      |
| 아케보노 | 曙   | 제52     | 사세보 해군공창, 일본     | 1929년 10월 25일 | 1930년 11월 7일  | 1931년 7월 31일  | 1944년 11월 13일 마닐라만 북위 14° 21′ 동경 120° 30′ / 북위 14.35° 동경 120.50° 에서 공습으로 침몰; 1945년 1월 10일 등록 말소             |
| 사자나미 | 漣   | 제53     | 마이즈루 해군 공창, 일본  | 1930년 2월 21일  | 1931년 6월 6일   | 1932년 5월 19일  | 1944년 1월 14일 팔라우 동쪽 북위 5° 09′ 동경 141° 09′ / 북위 05.15° 동경 141.15° 에서 어뢰에 침몰; 1944년 3월 10일 등록 말소              |
| 우시오   | 潮   | 제54     | 우라가 독 컴퍼니, 일본    | 1929년 12월 24일 | 1930년 11월 17일 | 1931년 11월 14일 | 1945년 9월 15일 연합군에 항복; 1948년 해체                                                                                                |

### 3형 (아카츠키)
| 이름     | 한자 | 건조사                   | 기공일          | 진수일           | 완공일           | 운명 |
| -------- | ---- | ------------------------ | --------------- | ---------------- | ---------------- | --- |
| 아카츠키 | 暁   | 사세보 해군공창, 일본    | 1930년 2월 17일 | 1932년 5월 7일   | 1932년 11월 30일 | 1942년 11월 13일 과달카날 근해 남위 9° 10′ 동경 159° 34′ / 남위 09.17° 동경 159.56° 에서 전투 중 침몰; 1942년 12월 15일 등록 말소 |
| 히비키   | 響   | 마이즈루 해군 공창, 일본 | 1930년 2월 21일 | 1932년 6월 16일  | 1933년 3월 31일  | 1945년 10월 5일 항복; 1947년 7월 5일 소련에게 전리품으로 넘어감; 1970년대경 표적함으로 침몰                                       |
| 이카즈치 | 雷   | 우라가 독 컴퍼니, 일본   | 1930년 3월 7일  | 1931년 10월 22일 | 1932년 8월 15일  | 1944년 4월 13일 괌 서쪽 북위 10° 08′ 동경 143° 31′ / 북위 10.13° 동경 143.51° 에서 어뢰에 침몰; 1944년 6월 10일 등록 말소         |
| 이나즈마 | 電   | 후지나가타 조선소, 일본  | 1930년 3월 7일  | 1932년 2월 25일  | 1932년 11월 15일 | 1944년 5월 14일 셀레베스 서쪽 북위 5° 05′ 동경 119° 23′ / 북위 05.08° 동경 119.38° 에서 어뢰에 침몰; 1944년 6월 10일 등록 말소    |

### 참고
1. ↑  Jentsura, Warships of the Imperial Japanese Navy, 1869–1945
2. ↑  Parshall and Tully, Shattered Sword: The Untold Story of the Battle of Midway. p. 336.
3. ↑  Specification from Fitzsimons, Bernard, ed. Illustrated Encyclopedia of 20th Century Weapons and Warfare (London: Phoebus, 1978), Volume 10, pp.1040–1, "Fubuki".
4. 1 2 3 4  Stille, Mark (2013). 《Imperial Japanese Navy Destroyers1919–45 (1)》. Oxford, UK: Osprey Publishing. 21–23쪽. ISBN 978-1-84908-984-5.
5. ↑  Fitzsimons, Illustrated Encyclopedia of 20th Century Weapons and Warfare p.1040
6. 1 2  Peattie & Evans, Kaigun page 221-222.
7. ↑  Lenton, H. T. American Fleet and Escort Destroyers. (Doubleday, 1971), p.45-47.
8. 1 2  Fitzsimons, Illustrated Encyclopedia of 20th Century Weapons and Warfare (London: Phoebus, 1977), Volume 10, p.1040.
9. ↑  Fitzsimons, p.1040. This would not be common on American destroyers until postwar.
10. ↑  Fitzsimons, pp.1040–1 diagram.
11. ↑  Fitzsimons, Illustrated Encyclopedia of 20th Century Weapons and Warfare, Volume 10, p.1040.
12. 1 2 3  Fitzsimons, Illustrated Encyclopedia of 20th Century Weapons and Warfare p.1040.
13. ↑  Nishidah, Imperial Japanese Navy

### 서적
- Evans, David (1979). 《Kaigun: Strategy, Tactics, and Technology in the Imperial Japanese Navy, 1887–1941》. US Naval Institute Press. ISBN 0-87021-192-7.
- Brown, David (1990). 《Warship Losses of World War Two》. Naval Institute Press. ISBN 1-55750-914-X.
- Howarth, Stephen (1983). 《The Fighting Ships of the Rising Sun: The Drama of the Imperial Japanese Navy, 1895–1945》. Atheneum. ISBN 0-689-11402-8.
- Jentsura, Hansgeorg (1976). 《Warships of the Imperial Japanese Navy, 1869–1945》. US Naval Institute Press. ISBN 0-87021-893-X.
- Morison, Samuel Eliot (1958). 《The Struggle for Guadalcanal, August 1942 – February 1943, vol. 5 of 미국 해군 태평양 전쟁사》. Boston: 리틀, 브라운 앤드 컴퍼니. ISBN 0-316-58305-7.
- Nelson, Andrew N. (1967). 《Japanese–English Character Dictionary》. Tuttle. ISBN 0-8048-0408-7.
- Watts, Anthony J (1967). 《Japanese Warships of World War II》. Doubleday. ISBN 978-0-3850-9189-3.
- Whitley, M J (2000). 《Destroyers of World War Two: An International Encyclopedia》. London: Arms and Armour Press. ISBN 1-85409-521-8.